# Gemmano

Gemmano (Gemā en dialecte romagnol) est une commune de la province de Rimini dans la région Émilie-Romagne en Italie.

## Géographie
Gemmano est une commune de 19 km2 située à une altitude moyenne de 404 mètres (107 à 551 m) sur un piton dominant la rive droite du fleuve Conca à 7 km à l’ouest de Morciano di Romagna et 16 km de Cattolica et de la riviera romagnole.

## Lieux d’intérêt et fêtes
- Les grottes du hameau de Onferno.
- le sanctuaire de la Madonna di Carbognano.
- La fête de la fève et du fromage, le 1er mai (dédié à S.Vincenzo patron de la commune)

## Administration
| Période                                  | Période  | Identité   | Étiquette     | Qualité |
| ---------------------------------------- | -------- | ---------- | ------------- | ------- |
| 08/06/2009                               | En cours | Edda Negri | Liste civique |         |
| Les données manquantes sont à compléter. |          |            |               |         |

### Hameaux
Onferno

### Communes limitrophes
Auditore, Mercatino Conca, Monte Colombo, Montefiore Conca, Montescudo, San Clemente, Sassofeltrio

## Population

### Évolution de la population en janvier de chaque année
| 1861  | 1901  | 1921  | 1951  | 1961  | 1971  | 1981 | 1991  | 2001  |
| ----- | ----- | ----- | ----- | ----- | ----- | ---- | ----- | ----- |
| 2 009 | 2 191 | 2 278 | 2 181 | 1 725 | 1 173 | 970  | 1 012 | 1 053 |

| 2011  | - | - | - | - | - | - | - | - |
| ----- | - | - | - | - | - | - | - | - |
| 1 161 | - | - | - | - | - | - | - | - |

### Ethnies et minorités étrangères
Selon les données de l’Institut national de statistique (ISTAT) au 1er janvier 2011 la population étrangère résidente était de 104 personnes.
Les nationalités majoritairement représentatives étaient :
| Pos. | Pays     | Population |
| ---- | -------- | ---------- |
| 1    | Albanie  | 19         |
| 2    | Roumanie | 17         |
| 3    | Tunisie  | 15         |
| 4    | Maroc    | 13         |

## Sources
- (it) Cet article est partiellement ou en totalité issu de l’article de Wikipédia en italien intitulé « Gemmano » (voir la liste des auteurs) le 20/06/2012.

## Note
1. ↑  (it) Popolazione residente e bilancio demografico sur le site de l'ISTAT.